# Naturpark Schlern-Rosengarten

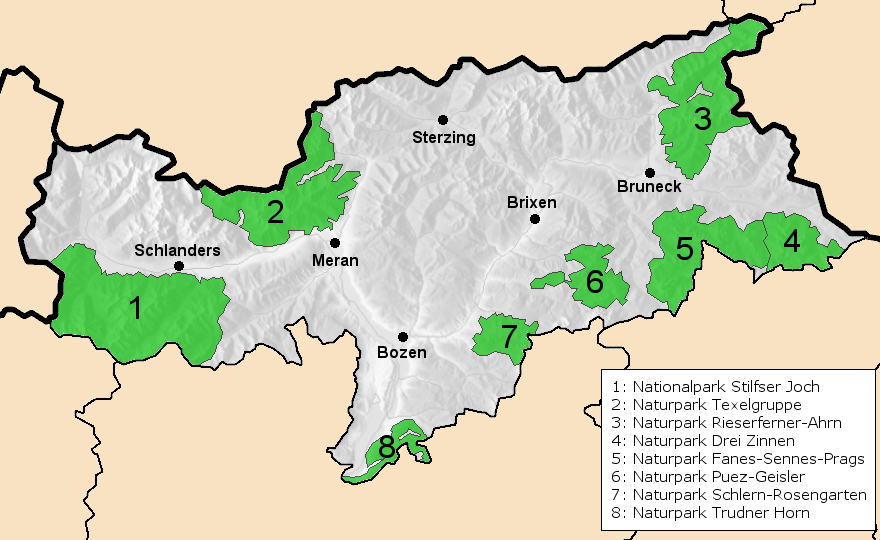
Karte der Naturparks in Südtirol mit dem Naturpark Schlern-Rosengarten (7)

Der Naturpark Schlern-Rosengarten (italienisch Parco Naturale Sciliar-Catinaccio) ist ein Regionalpark in den Südtiroler Dolomiten (Italien). Er wurde 1974 gegründet und umfasst eine Fläche von 7291 ha, aufgeteilt auf die Gemeinden Kastelruth, Tiers und Völs am Schlern.

## Ausdehnung und Lebensräume
Der Park befindet sich in den westlichen Dolomiten, etwa 10 km östlich von Bozen. Kernstück des Naturschutzgebiets ist die Schlerngruppe mit dem namensgebenden Schlern (2563 m). Nördlich des Gebirgszugs Schlern-Roterdspitze-Rosszähne erstreckt sich die Seiser Alm, deren südliche Teile innerhalb der Parkgrenzen liegen. Im Westen zum Eisacktal hin fällt der Naturpark zu den Mittelgebirgslandschaften des Schlerngebiets ab, wo sich u. a. der Völser Weiher befindet, im Südwesten zum Tierser Tal. Im Südosten – an der Grenze zum Trentino – umfasst der Park große Teile des Rosengartens, der mit der Schlerngruppe mitunter auch als Schlern-Rosengarten-Gruppe zusammengefasst wird. Dort ragen mit der Rosengartenspitze (2981 m) und dem Kesselkogel (3004 m) die höchsten Gipfel des Naturparks auf.
In den tieferen Lage des Naturparks sind unterschiedlich ausgeprägte Nadelmischwälder vorherrschend. Die Seiser Alm ist von einem Teppich aus Almwiesen, Heiden und Quellsümpfen geprägt. Ein großer Teil des Parks besteht aber aus spärlich bewachsenen Dolomitfelsen und Schuttkegeln.

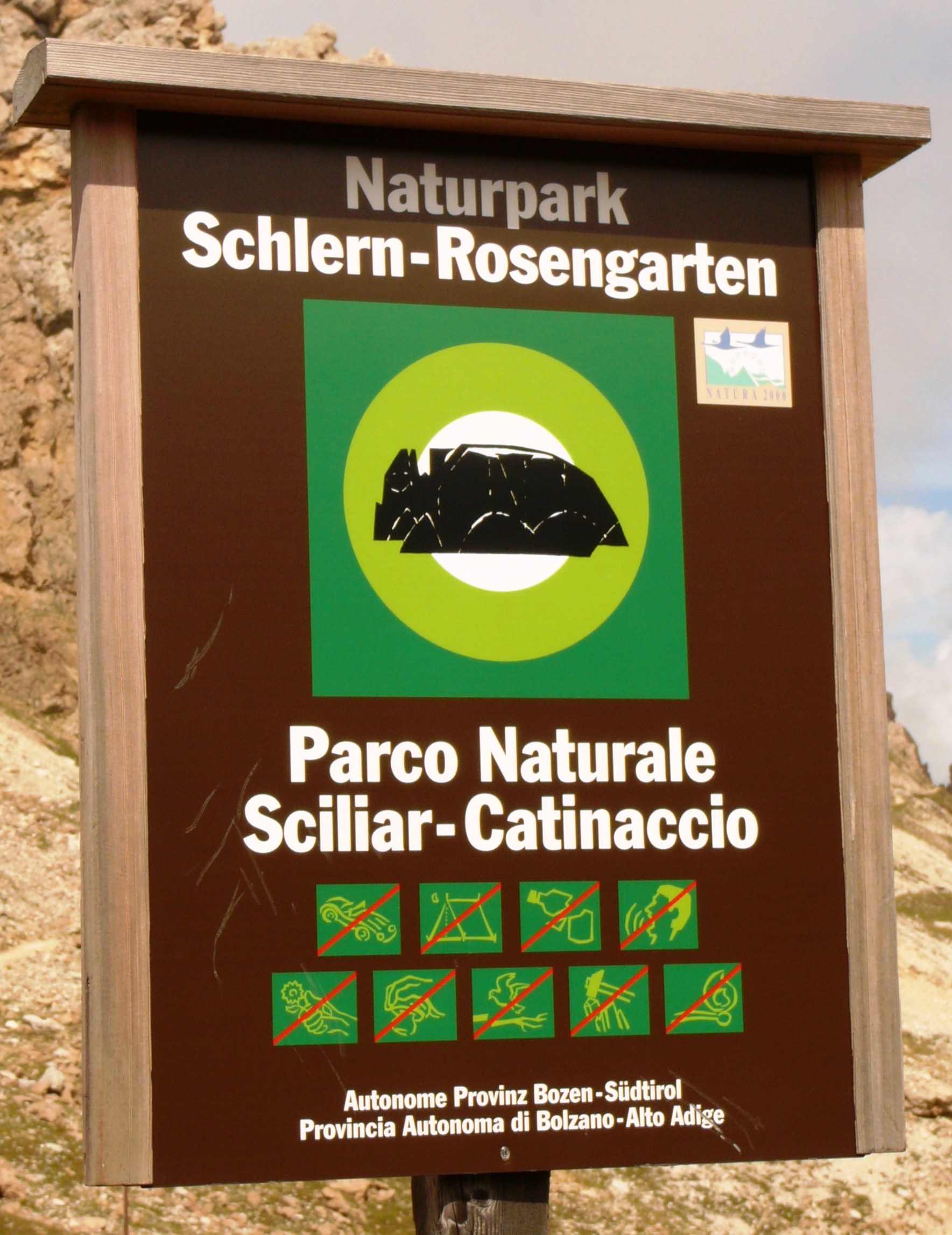
Hinweisschild
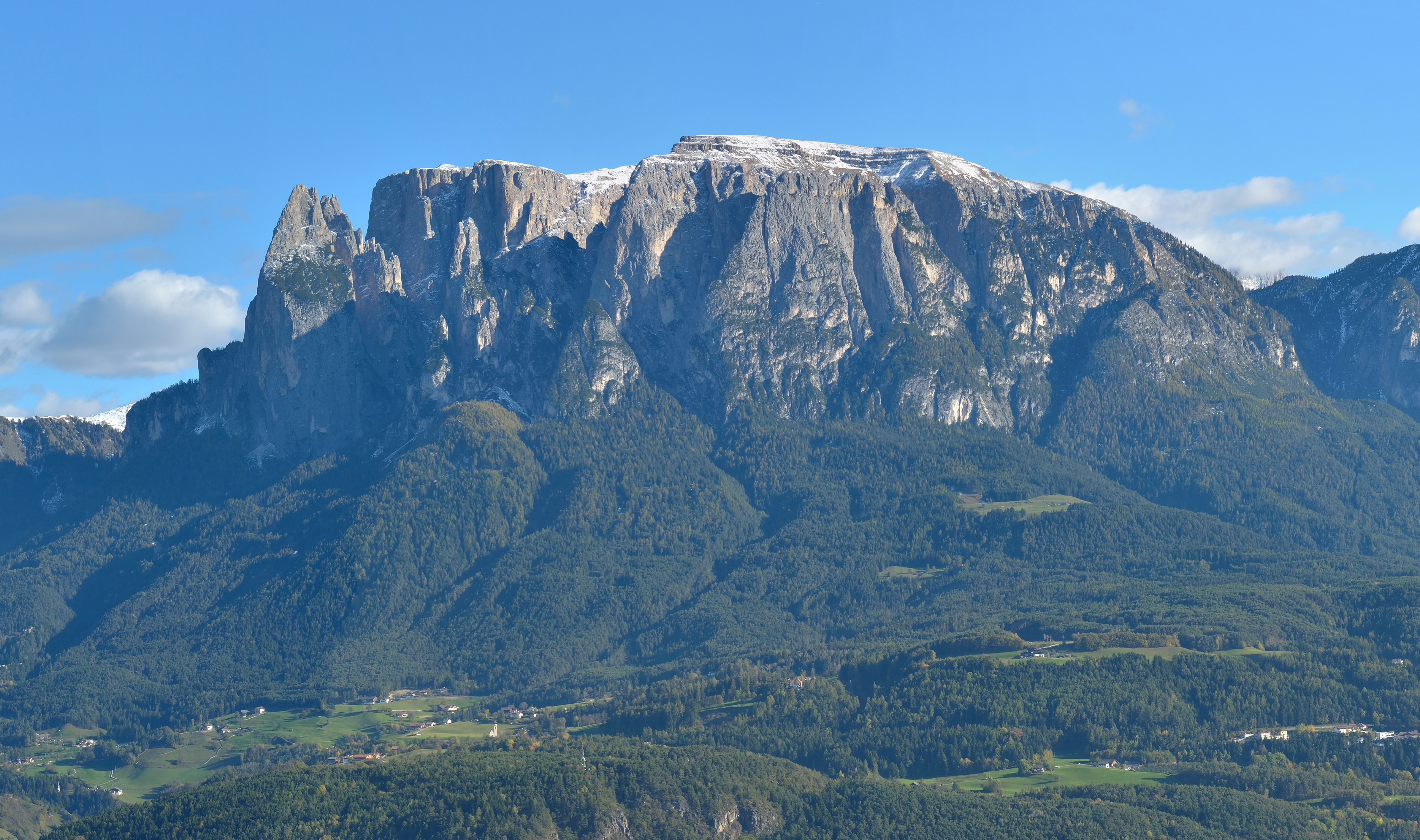
Schlern
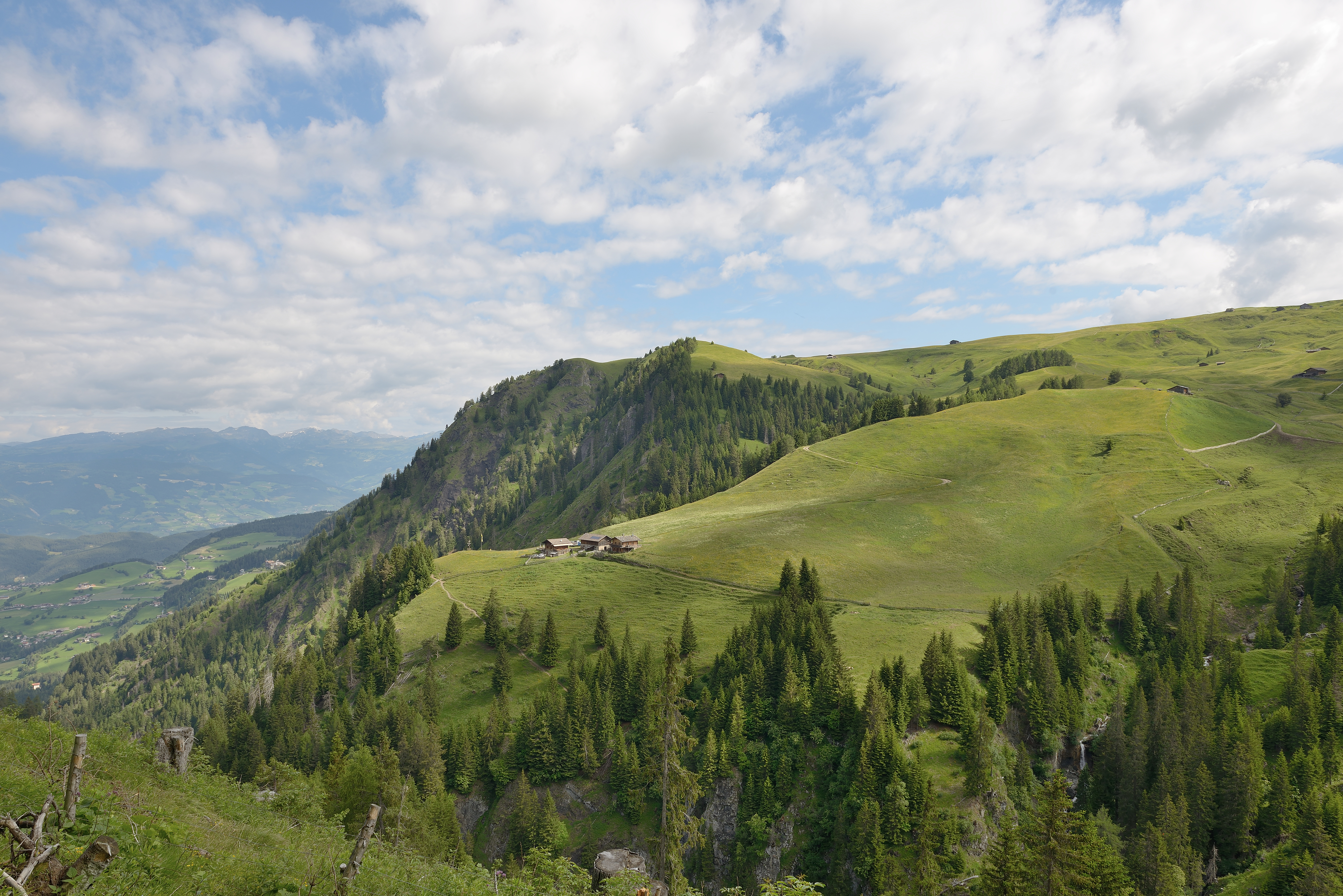
Seiser Alm
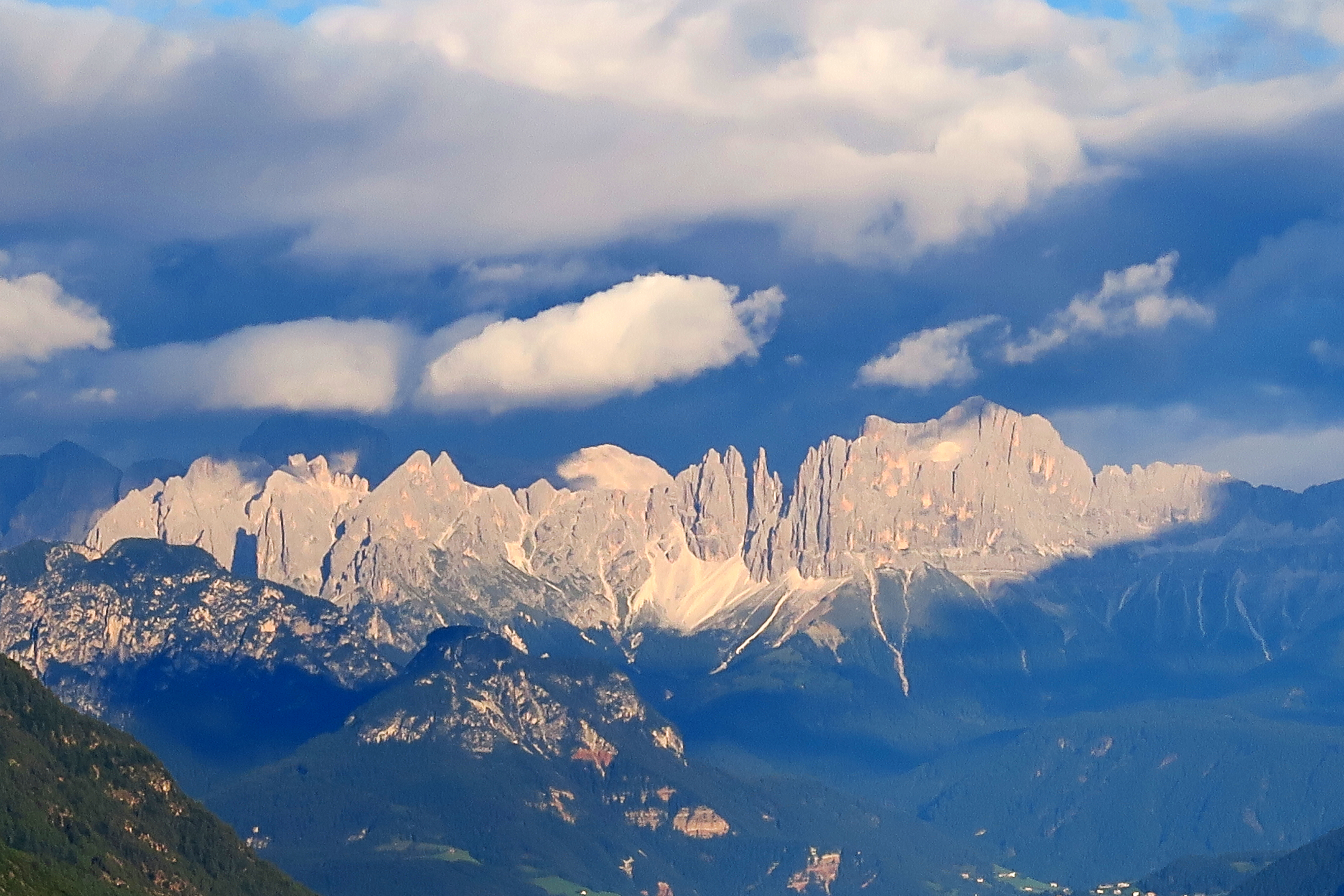
Rosengarten
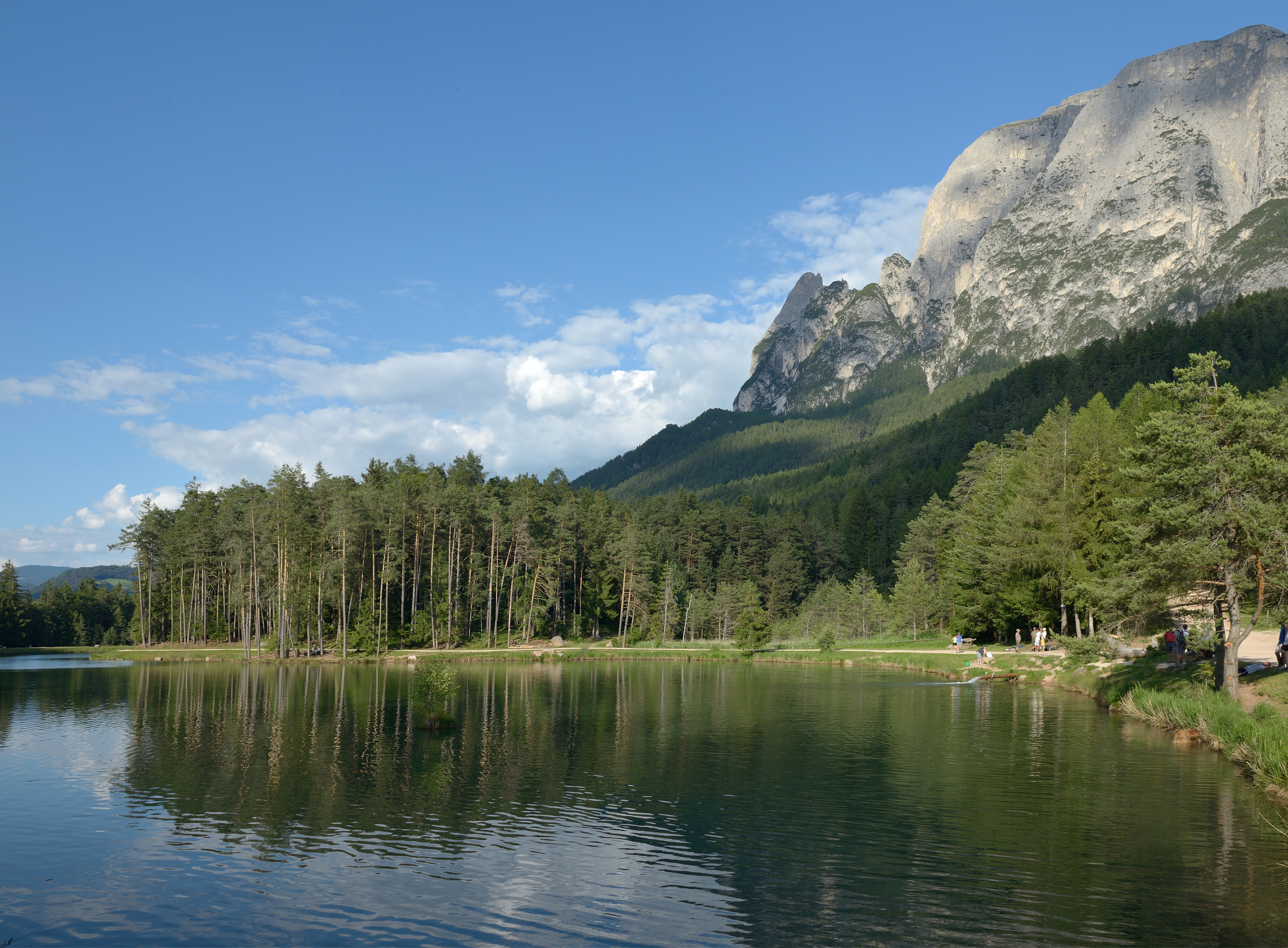
Huberweiher

## Geschichte und Einrichtungen
Der 1974 gegründete Naturpark Schlern war der erste vom Land Südtirol ausgewiesene Naturpark. Ein älteres großflächiges Naturschutzgebiet in Südtirol ist nur der 1951 eingerichtete Nationalpark Stilfserjoch. 2003 wurde der Naturpark mit der Aufnahme des Rosengartens erheblich erweitert und in der Folge entsprechend umbenannt. 2009 wurde er durch die UNESCO als Teil des Welterbes Dolomiten anerkannt.
Das „Naturparkhaus Schlern-Rosengarten“ befindet sich im Ortszentrum von Seis (Standort: ⊙) und beherbergt eine Dauerausstellung zur Geologie, Fauna und Flora. Die Naturpark-Infostelle in der ehemaligen Steger Säge in Weisslahnbad in der Gemeinde Tiers (Standort: ⊙) zeigt traditionelles Handwerk und die Geologie des Schlern. Eine weitere Naturpark-Infostelle befindet sich am Völser Weiher (Standort: ⊙).